# Рівень ґрунтових вод

Рівень ґрунтових вод, дзеркало ґрунтових вод — горішня межа зони насичення, себто верхня поверхня зони, нижче якої порожнини в гірських породах заповнені водою.
У спелеології розрізняють ходи печер, створені водою у вадозній (ненасиченій) зоні (часто вертикальні: колодязі, шахти, високі меандри, через те, що порода розчиняється на підлозі ходу) і під фреатичною (насиченою) зоною, де вода, рухаючись під тиском, створює, наприклад, куполи (склепіння) на стелі ходу.

## Рівень (дзеркало) підвішених ґрунтових вод
Рівень (дзеркало) підвішених ґрунтових вод — ґрунтова вода, розташована над регіональним рівнем (дзеркалом) ґрунтових вод і відокремлена від нього водонепроникними породами.